# 里弗賽德鎮區 (內布拉斯加州伯特縣)
里弗賽德鎮區（英語：Riverside Township）是位於美國內布拉斯加州伯特縣的一個行政鎮區。

## 地方資料
里弗賽德鎮區的面積為76.86平方千米，當中陸地面積為75.45平方千米，而水域面積為1.41平方千米。根據2020年美國人口普查的數據，當地共有人口66人，而人口密度為每平方千米0.86人。